# Église Saint-Symphorien d'Auge
Pour les articles homonymes, voir Église Saint-Symphorien.
L'église Saint-Symphorien est une église située à Auge, dans le département de la Creuse, en France.
Construite au XIIe siècle, elle est inscrite au titre des monuments historiques en 1988.

## Localisation
L'église est située au cœur du petit bourg d'Auge, dans le quart nord-est du département de la Creuse, en région Nouvelle-Aquitaine.

## Historique
L'église a été construite au XIIe siècle.
L'édifice et son décor peint sont inscrits au titre des monuments historiques le 12 août 1988.